# Riassunti d'amore - Mina Cover
Riassunti d'amore - Mina Cover, pubblicato il 12 giugno 2009, è una raccolta della cantante italiana Mina.
Nel 2012, questa raccolta è stata rimossa dalla discografia sul sito ufficiale minamazzini.com.

## Descrizione
Questa raccolta comprende il brano di Bob Dylan, Blowin' in the Wind, tratto da Mina per Wind, più le quattro tracce che compongono il secondo volume Mina per Wind 2 (Wind of Change, A Rose in the Wind, Night Wind Sent, Ill Wind), non facente parte della discografia ufficiale di Mina. Le canzoni vengono considerate inediti perché è la prima volta che vengono inserite in un album distribuito normalmente.

## Tracce
1. Oggi sono io - 3:57 - Tratta da Platinum Collection 2 (2006).
2. La canzone di Marinella - (con Fabrizio De André) - 5:03 - Tratta da In duo (2003).
3. Somos novios - 4:26 - Tratta da Colección latina (2001).
4. Blowin' in the Wind (inedito) - 4:31 - Tratta da Mina per Wind (2000).
5. Amaro è 'o bene - 3:12 - Tratta da Napoli (1996).
6. Napule e' - 5:09 - Tratta da Napoli secondo estratto (2003).
7. Wind of Change (inedito) - 4:17 - Tratta da Mina per Wind 2º volume (2002).
8. Notturno delle tre - (con Ivano Fossati) - 4:23 - Tratta da Veleno (2002).
9. Amico - 3:58 - Tratta da Mina Nº 0 (1999).
10. A Rose in the Wind (inedito) - 4:18 - Tratta da Mina per Wind 2º volume (2002).
11. Cercami - 5:23 - Tratta da Mina Nº 0 (1999).
12. Night Wind Sent (inedito) - 4:19 - Tratta da Mina per Wind 2º volume (2002).
13. Ill Wind (inedito) - 4:40 - Tratta da Mina per Wind 2º volume (2002).
14. A night in Tunisia/Penso positivo/Copacabana (at the Copa) - 5:52 - Tratta da Pappa di latte (1995).
15. Rosso - 4:29 - Tratta da Canarino mannaro (1994).